# Terremoto di Rodi del 226 a.C.
Il terremoto del 226 a.C. che colpì l'isola di Rodi in Grecia è famoso per aver fatto cadere la grande statua conosciuta come il Colosso di Rodi. La data del 226 a.C. è quella comunemente accettata: alcune fonti citano anche il 227 a.C. come anno del sisma.

## Geotettonica
L'isola di Rodi giace sul confine tra la Placca egea e la Placca africana.
Lo schema tettonico è complesso con un'evoluzione nel Neogene che include periodi di compressione, estensione e scorrimento. Attualmente l'isola sta subendo una rotazione antioraria (17°±5° negli ultimi 800.000 anni) associata al sistema sinistrorso del sistema delle faglie trascorrenti dell'Egeo.
Durante il Pleistocene l'isola si è inclinata verso nordovest, un sollevamento attribuito alla geologia della faglia che giace ed est di Rodi.
Il terremoto del 226 a.C. è associato con un sollevamento maggiore di 3 m ed il meccanismo causale può essere un movimento di questa faglia inversa.

La localizzazione dell'epicentro di questo evento è incerta: i cataloghi moderni lo individuano o direttamente in corrispondenza della città di Rodi o subito a sud dell'isola di Simi.
Alcuni cataloghi ipotizzano che questo evento potrebbe aver causato un maremoto significativo, ma un recente riesame delle evidenze non ha trovato chiare associazioni tra tsunami e terremoto.

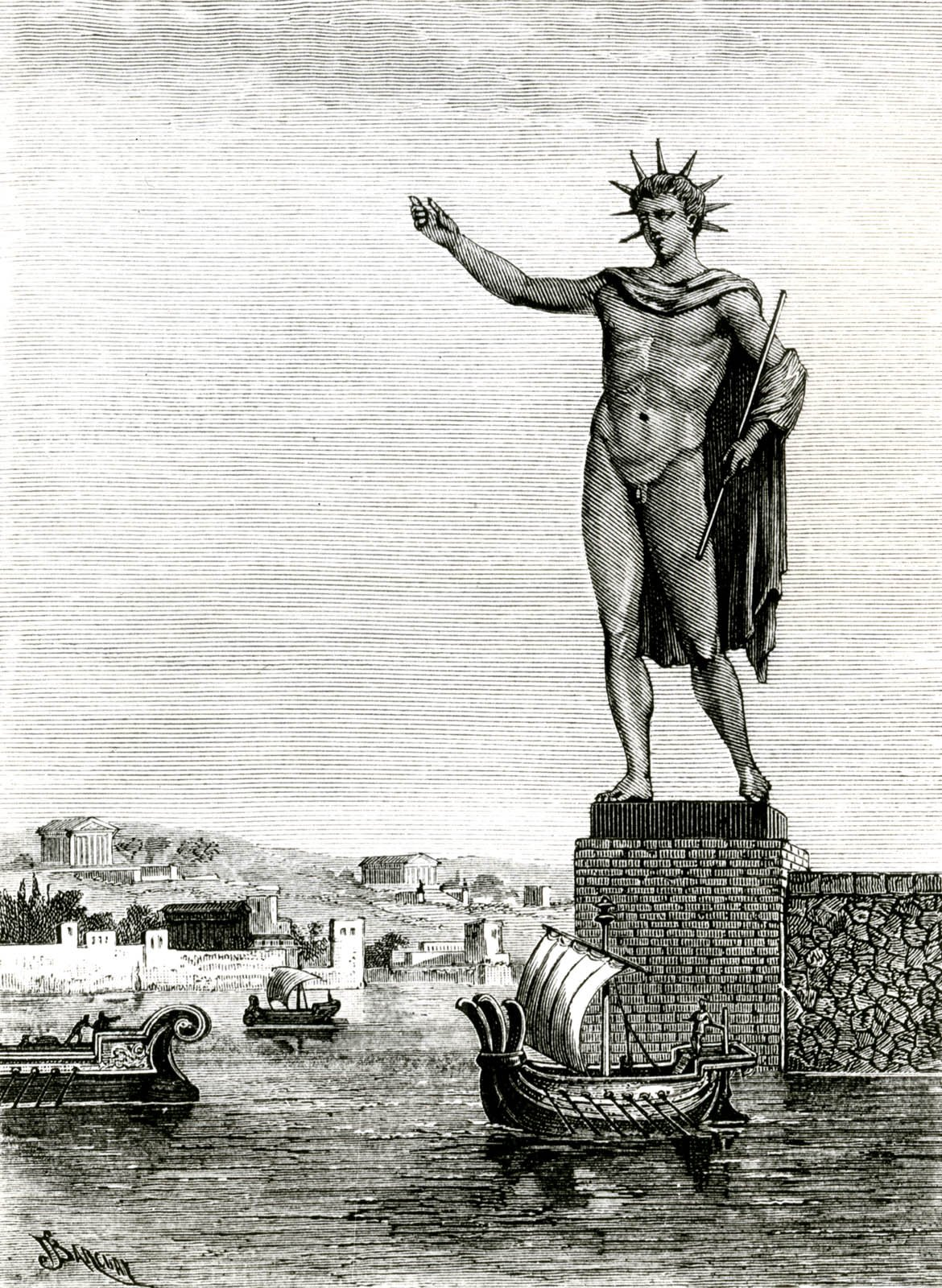
Una rappresentazione del Colosso di Rodi (da una stampa del 1880)

## Storia
All'epoca del terremoto Rodi disponeva di un importante porto sul Mar Egeo ed era una delle più ricche città commerciali del Mediterraneo assieme ad Alessandria d'Egitto. Ciò è provato dalle ingenti imposte portuali esatte per il transito delle merci..
La città si era guadagnata il rispetto dell'intero mondo mediterraneo avendo più volte respinto attacchi di ben più potenti stati vicini.

## Danni
Il terremoto causò gravi danni alla città, al porto ed agli edifici commerciali che furono in gran parte distrutti.
Il terremoto fece anche crollare la statua nota come Colosso di Rodi per le sue grandi dimensioni. Essa, che rappresentava il dio Helios, era una delle sette meraviglie del mondo ed era stata costruita prima del 250 a.C. in ringraziamento per aver salvato la città dall'assedio del re macedone Demetrio I Poliorcete nel 305 a.C.
Non esiste una descrizione attendibile di come fosse fatta la statua. Alcune immagini storiche di fantasia la rappresentano a guardia del porto a gambe larghe, con i piedi sui due moli di accesso al porto stesso, dove oggi sono poste le due colonne dei cervi. La tecnologia di fusione del bronzo di quell'epoca non era tuttavia capace di produrre una statua di tali dimensioni.
Il terremoto, secondo Strabone, spezzò le ginocchia della statua facendola crollare. Lo stesso Strabone racconta che un oracolo avrebbe detto ai roditi di non ricostruire la statua. Questi quindi rifiutarono anche un'offerta del re Tolomeo III d'Egitto per la sua ricostruzione. I pezzi del colosso giacquero a terra fino al 645, anno in cui secondo una leggenda gli invasori arabi vendettero i pezzi ad un mercante ebreo di Edessa.